# 滝田洋二郎
滝田 洋二郎（たきた ようじろう、1955年（昭和30年）12月4日 - ）は、日本の映画監督。富山県西礪波郡福岡町（現在の同県高岡市）出身。株式会社エーライツ取締役本部長。

## 来歴
富山県立高岡商業高等学校卒業。俳優・山田辰夫は高校時代の同級生。高校卒業後、知り合いの国会議員の秘書から「就職を世話してやる」と、東急不動産と東映の名が挙がり、派手そうで良いなという理由から東映を選択する。だが実際は、東映の下請けである東映セントラルフィルムのポルノ（東映ポルノ）を製作していた向井プロ（のち、獅子プロ）だった。1974年（昭和49年）、同社に事務職として入社。高倉健のヤクザ映画は観ていたが特に映画好きではないため当初は戸惑うも、撮影現場のおもしろさにひかれ助監督に転ずる。向井寛、山本晋也、稲尾実、梅沢薫監督らの下で低予算ポルノ（ピンク映画）の助監督を務めた。一般映画では、1979年（昭和54年）の『下落合焼とりムービー』で助監督を務めている。
1981年（昭和56年）、『痴漢女教師』で監督デビュー。
1982年（昭和57年）2本、1983年（昭和58年）4本、1984年（昭和59年）8本と倍のペースでメガホンを握り、"邦ピン・ニューエンタテイメントの旗手"などと称された。脚本家・高木功とのコンビで成人映画の監督として話題作を連発し耳目を集める。
1985年（昭和60年）、主演と脚本を務めた内田裕也に指名され、初の一般映画『コミック雑誌なんかいらない!』を監督し、高い評価を得る。同作はニューヨーク・ロサンゼルスの一部映画館でも公開され話題となった。以降、コンスタントに話題作を発表し続けている。当初はコメディが目立ったが、次第にシリアスな大作を数多く手がけるようになった。現在では不羈奔放な演出で沸かせたピンク時代とは大きく異なる端正な作風となっている。
2001年（平成13年）の『陰陽師』は、実写日本映画におけるトップクラスのヒットとなった。
2004年（平成16年）、『壬生義士伝』にて日本アカデミー賞最優秀作品賞。
2008年（平成20年）公開の『おくりびと』は大作ではなかったものの、ロングランされると、翌2009年（平成21年）の日本アカデミー賞で最優秀作品賞・最優秀監督賞を受賞。その後、第81回アカデミー賞では日本映画初の外国語映画賞を受賞した。
2009年（平成21年）3月18日高岡市のホテルニューオータニ高岡にて富山県初となる県民栄誉賞と、こちらも初となる高岡市民栄誉賞が贈られた。
2011年（平成23年）に映画芸術科学アカデミー会員に選出される。
2014年（平成26年）に紫綬褒章受章。

## 作風
ミステリ喜劇「痴漢電車・下着検札」からハードサスペンス「連続暴姦」まで、非常に幅広い作風を示す。「下着検札」は、竹中直人(当時は竹中ナオト)が松本清張・松田優作の物真似のみで全編を演じ、満州事変秘話から密室トリック殺人、人形アニメで締めくくるラストなど凝った演出で話題を呼んだ。「痴漢電車・極秘本番」では、現代と大阪城夏の陣をタイムスリップで往還する、メジャー大作では扱わないSFスラップスティックコメディにまで挑んでいる。「痴漢電車・聖子のお尻」の終盤では密室トリックの嗜好をいかんなく発揮。5分間セリフなしでラヴェルの「ボレロ」だけを流し、視覚のみで仕掛けを解明する映像で気を吐いた。これらのほとんどで主演した螢雪次朗とは、今も盟友関係が続いている。ピンク映画の末期にはにっかつ配給作品も数本手がけたが、ほとんどが獅子プロ製作の買取作品で撮影所が使用できなかった。のちに「木村家の人々」で組んだにっかつ出身の山田耕大プロデューサーは、滝田から当時のにっかつへの強い敵意を感じたという。滝田は一般映画進出を果たすまで、予算・撮影日数ともに、にっかつロマンポルノの数分の一にすぎないピンク映画業界で手腕を発揮し続けた。
所属した向井プロ（獅子プロ）が新宿南口にあり、西新宿の超高層ビル群を毎日眺め、頻繁に作品へ取り入れた。

## 監督作品

### 一般作品
- コミック雑誌なんかいらない!（1986年）
- 愛しのハーフ・ムーン（1987年）
- 木村家の人びと（1988年）
- 病院へ行こう（1990年）
- 病は気から 病院へ行こう2（1992年）
- 僕らはみんな生きている（1993年）
- 眠らない街 新宿鮫（1993年）
- 熱帯楽園倶楽部（1994年）
- シャ乱Qの演歌の花道（1997年）
- お受験（1999年）
- 秘密（1999年）
- 陰陽師（2001年）
- 壬生義士伝（2003年）
- 陰陽師II（2003年）※共同脚本も担当
- 阿修羅城の瞳（2005年）
- バッテリー（2007年）
- おくりびと（2008年）
- 釣りキチ三平（2009年）
- 天地明察（2012年）※共同脚本も担当
- ラストレシピ〜麒麟の舌の記憶〜（2017年）
- 北の桜守（2018年）
- 聞煙（2019年）[7]

### 成人作品
- 痴漢女教師 （1981年）
- 痴漢電車シリーズ
  - 痴漢電車 もっと続けて （1982年）
  - 痴漢電車 満員豆さがし （1982年）
  - 痴漢電車 ルミ子のお尻（1983年）
  - 痴漢電車 けい子のヒップ（1983年）
  - 痴漢電車 百恵のお尻（1983年）
  - 痴漢電車 下着検札（1984年）
  - 痴漢電車 ちんちん発車（1984年）
  - 痴漢電車 極秘本番（1984年）
  - 痴漢電車 聖子のお尻（1985年）
  - 痴漢電車 車内で一発（1985年）
  - 痴漢電車 あと奥まで1cm（1985年）
- 官能団地 上つき下つき刺激つき （1982年）
- 連続暴姦（1983年）
- グッバイボーイ（1984年）
- OL24時 媚娼女（1984年）
- 真昼の切り裂き魔（1984年）
- 痴漢保健室（1984年）
- ザ・緊縛（1984年）
- 桃色身体検査（1985年）
- 痴漢通勤バス（1985年）
- 絶倫ギャル やる気ムンムン（1985年）
- ザ・マニア 快感生体実験（1986年）
- 痴漢宅配便（1986年）
- はみ出しスクール水着（1986年）
- タイム・アバンチュール 絶頂5秒前（1986年）

## 助監督作品
- 下落合焼とりムービー（1979年）他

## 受賞歴
- 1984年 第5回ズームアップ映画祭 作品賞・監督賞 『連続暴姦』
- 1985年 第6回ズームアップ映画祭 作品賞・監督賞 『真昼の切り裂き魔』
- 1986年 第11回報知映画賞 作品賞 『コミック雑誌なんかいらない!』
- 1989年 第43回毎日映画コンクール 日本映画優秀賞 『木村家の人びと』
- 1994年 
  - 第48回毎日映画コンクール 日本映画優秀賞 『僕らはみんな生きている』
  - 第36回ブルーリボン賞  監督賞『僕らはみんな生きている』『眠らない街 新宿鮫』
  - 第17回日本アカデミー賞 優秀監督賞『僕らはみんな生きている』『眠らない街 新宿鮫』
- 2002年 ヌーシャテル国際ファンタスティック映画祭 国際映画賞『陰陽師』
- 2004年 第27回日本アカデミー賞 最優秀作品賞・優秀監督賞 『壬生義士伝』[8]
- 2008年 
  - 第32回モントリオール世界映画祭 グランプリ『おくりびと』
  - 第17回金鶏百花映画祭国際映画部門 監督賞『おくりびと』
  - 第28回ハワイ国際映画祭観客賞（長編映画）『おくりびと』
  - 第33回報知映画賞 作品賞 『おくりびと』
  - 第21回日刊スポーツ映画大賞・石原裕次郎賞作品賞・監督賞『おくりびと』
  - 第30回ヨコハマ映画祭作品賞・監督賞『おくりびと』
  - 朝日新聞アスパラクラブ会員が選ぶ2008年映画ベストワン
  - 日本ペンクラブ会員選出 日本映画ベスト1 『おくりびと』
- 2009年
  - 第82回キネマ旬報ベスト・テン
    - 日本映画ベスト・テン第1位
    - 日本映画監督賞『おくりびと』
    - 読者選出日本映画監督賞『おくりびと』

  - 第63回毎日映画コンクール 日本映画大賞 『おくりびと』
  - パームスプリング国際映画祭 観客賞『おくりびと』
  - 第32回日本アカデミー賞最優秀作品賞・最優秀監督賞『おくりびと』[9]
  - 第81回米国アカデミー賞外国語映画賞『おくりびと』[1]
  - 第18回日本映画批評家大賞 監督賞『おくりびと』[10]
  - 第23回ワシントン国際映画祭カトリックメディア協議会賞『おくりびと』
  - 第11回ウディネ・ファーイースト映画祭観客賞・ブラックドラゴン賞『おくりびと』
  - 第1回東京新聞｢映画賞｣『おくりびと』
  - 第4回サンスポ なにわ映画賞『おくりびと』
  - 第13回インターネット映画大賞 日本映画部門作品賞・監督賞『おくりびと』
  - 第33回日本カトリック映画賞『おくりびと』
  - 2009 エランドール賞 作品賞『おくりびと』
  - 第59回芸術選奨文部科学大臣賞[11]
  - 文化庁長官表彰 国際芸術部門
  - 富山県民栄誉賞
  - 高岡市市民栄誉賞
  - 第54回「映画の日」特別功労賞
  - 第62回北日本新聞文化賞
  - 全興連会長特別賞『おくりびと』
  - マウイ映画祭2009ワールドシネマ・ドラマ部門観客賞『おくりびと』
  - DVDオブ・ザ・イヤー2009最優秀 邦画賞『おくりびと』
  - ビデオ・オブ・ザ・イヤー最優秀 邦画賞『おくりびと』
  - 天草映画祭風の賞『おくりびと』
- 2010年
  - 日本映画記者会特別賞
  - 第15回リトアニア・ヴィリニュス映画祭 観客賞『おくりびと』
  - 第29回香港フィルム・アワード最優秀アジア賞『おくりびと』
  - 第12回Roger Ebert'ｓFilm Festival ゴールデン・サム賞『おくりびと』
- 2012年 囲碁三段[12]
- 2014年 紫綬褒章[13]
- 2019年 第42回日本アカデミー賞 優秀作品賞・優秀監督賞 『北の桜守』